# Тульн-ан-дер-Донау
Тульн-ан-дер-Донау (нем. Tulln an der Donau), также Тульн — один из старейших городов Австрии, является административным центром округа Тульн в составе федеральной земли Нижняя Австрия. Из-за большого количества парков и цветочных садов Тульн часто называют Блюменштадтом («Городом цветов»).

## Общие сведения
Город расположен в центре обширной равнины Тульнефелд, на правом берегу Дуная в 25 километрах к северо-западу от Вены. Основную часть города ограничивают впадающие в Дунай реки Большой Тульн и Малый Тульн. Население составляет 16 197 человек (на 1 января 2018 года). Занимает площадь 72,2 км². Официальный код — 3 21 35. Через город проходит железная дорога Вена — Кремс, поездка до Вены занимает 20 минут.
Тульн — один из старейших городов Австрии. Первые упоминания уходят в доримские времена (название Туллин предположительно кельтского происхождения), но приобрел известность как римский форт Комагена (Comagenis), построенный для защиты северных границ Империи в начале I столетия. В последние годы римского правления святой Северин Норикский посетил город, спасая его от варваров.
С 791 года форт Комагена впервые упоминают в документах как городское поселение. Название Tullina появилось позднее — в документе 859 года, когда этот район входил в состав раннефеодального государства (марка) Баварская восточная марка. Тульн приобрел большое значение во времена правления Каролингов, город являлся резиденцией рода Бабенбергов, правивших маркграфством Австрия (предшественник Герцогства Австрия) с 976 года. Тульн стал крупным торговым центром на Дунае. Город потерял свое первенство из-за экономического подъема Вены и ряда тяжелых испытаний для города (смещение торговых путей, большие пожары, вооруженные столкновения и вторжения через Дунай).
В сентябре 1683 года Тульн снова стал неформальной столицей и местом сбора имперской армии, совместно с польской кавалерией Яна III Собеского для участия в битве за Вену во время второй турецкой осады.
В 19 веке со строительством моста через Дунай и открытия железнодорожной станции Франца-Йозефа начался новый подъем Тульна. Двадцатый век был еще одним периодом роста, появилась первая школа, стала развиваться промышленность. Индустриализация Тульна началась с открытия сахарного завода в 1936 году (предприятие действует до сих пор). В 1944 году город был разрушен бомбардировками, восстановление продолжалось до 1955 г.
В 1890 году в Тульне родился знаменитый австрийский художник Эгон Шиле.

## Население
| 1981  | 1991  | 2001  | 2011  | 2016  |
| ----- | ----- | ----- | ----- | ----- |
| 11269 | 12038 | 13591 | 15169 | 16156 |

По оценке на 2016 год в городе проживает 16156 человек. Из-за близости Вены население города значительно увеличилось за последнее десятилетие.

## Образование
- В Тульне находится кампус Университета прикладных наук Винер-Нойштадт, основанного в 1994 году. Университет обладает кампусами еще в двух городах — Винер-Нойштадте и Визельбурге .

## Достопримечательности
- Романская часовня — построена в XIII веке.

- Памятник римскому императору Марку Аврелию.

- Францисканский монастырь — построен в XVIII веке миноритами, на территории располагается несколько музеев.

- Римский музей Тульна[нем.] — музей истории и археологических находок римского кавалерийского форта Комагена[нем.].

- Музей Эгона Шиле -музей знаменитого австрийского художника Эгона Шиле.

- Скульптурная композиция Песнь о Нибелунгах — посвящена одноименному эпосу, показывает «встречу Кримхильды, бургундской королевы и гуннского короля Этцеля в», создана в 2005 году российско-австрийским скульптором Михаилом Ногиным и архитектором фонтана Гансом Муром[нем.]. Монумент построен в знак того, что Тульн упомянут в эпосе «Песнь о Нибелунгах» как место, где Этцель встречает Кримхильду на дороге, и они вместе отправляются в Вену, где празднуют свадьбу с неслыханным великолепием[7].

- Приходской храм Святого Стефана — базилика с тремя рядами колонн, выполненная в романском стиле, с готическими пристройками, которая была перестроена после городского пожара в 1752 году в стиле барокко.

## Фотографии

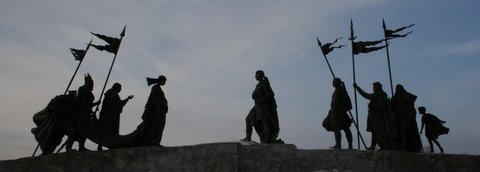
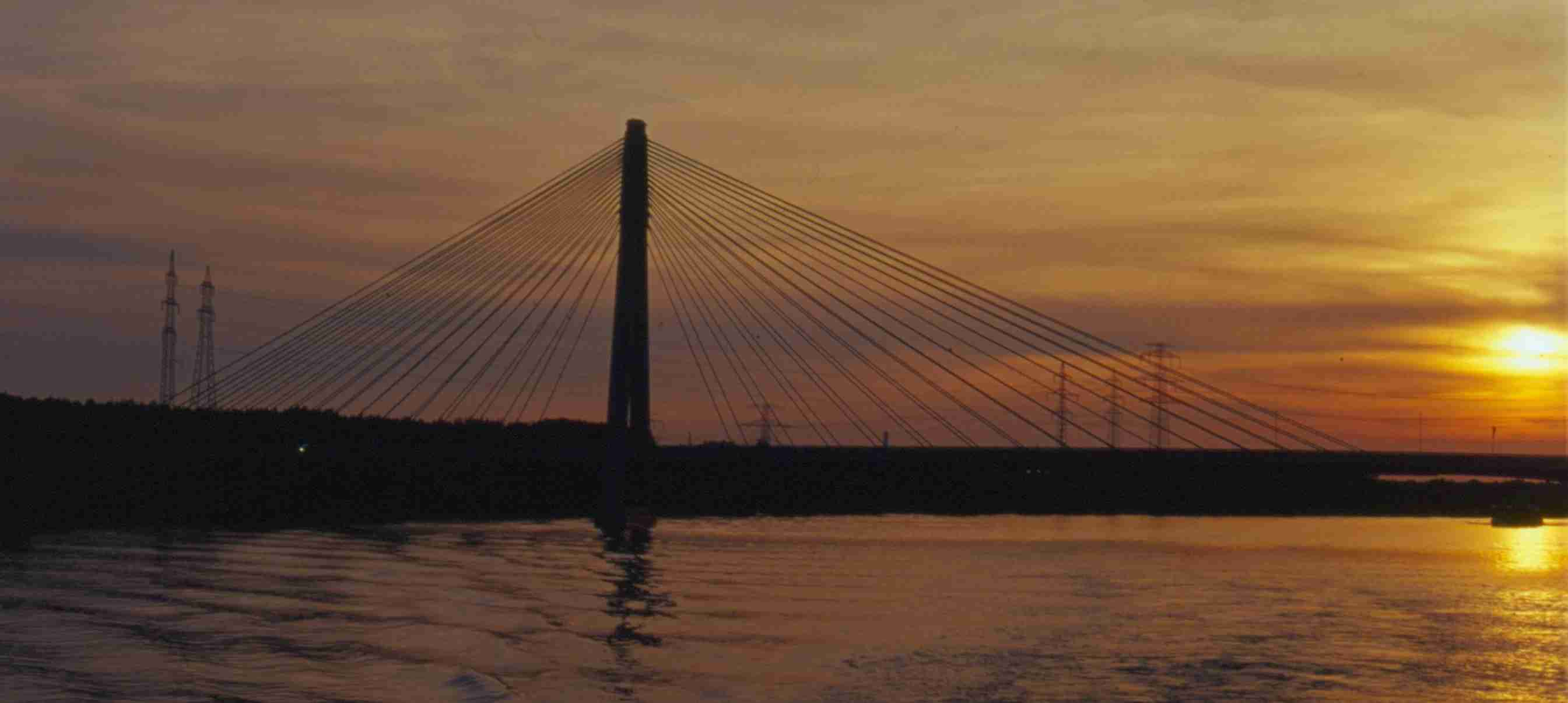
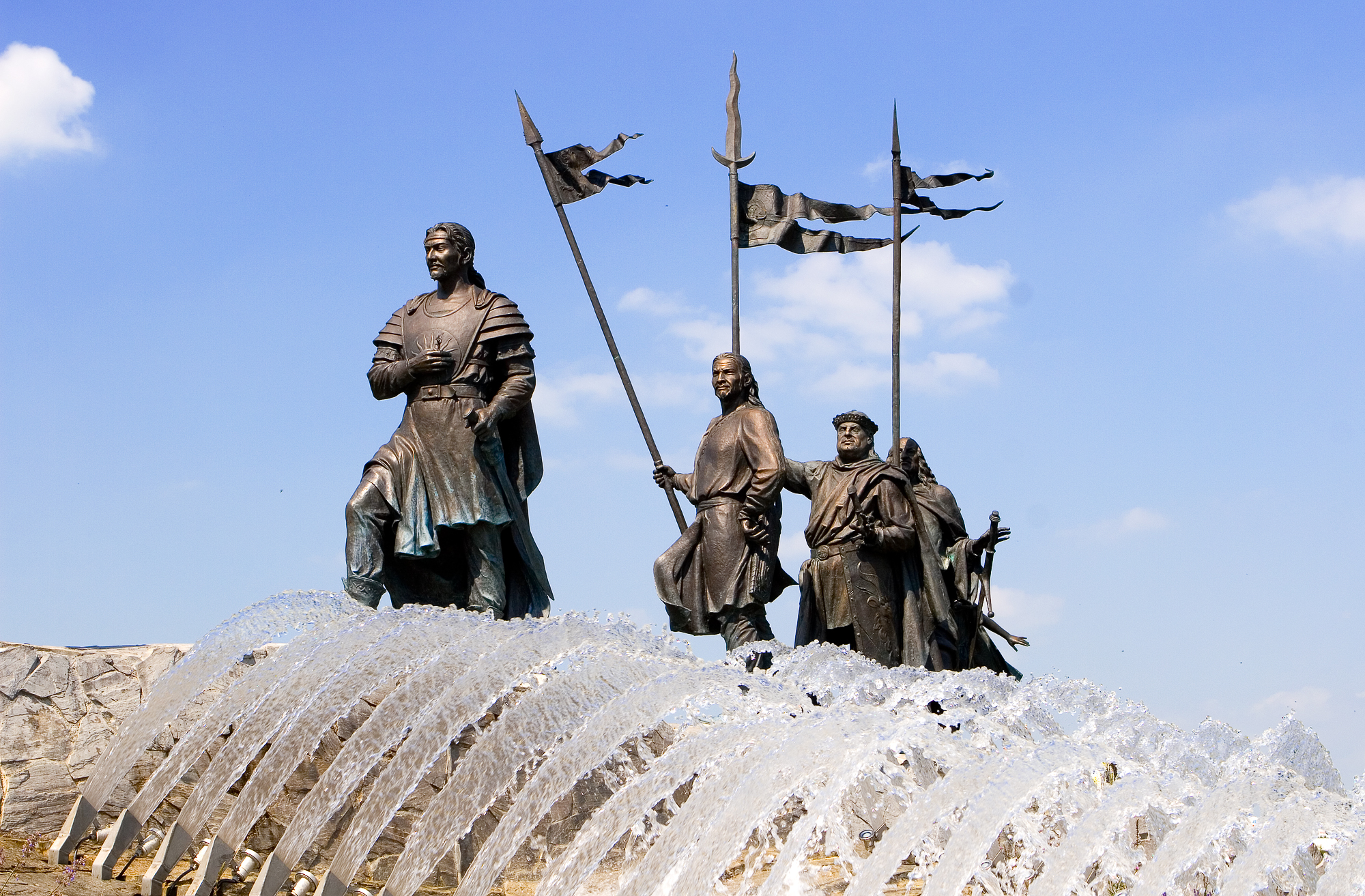
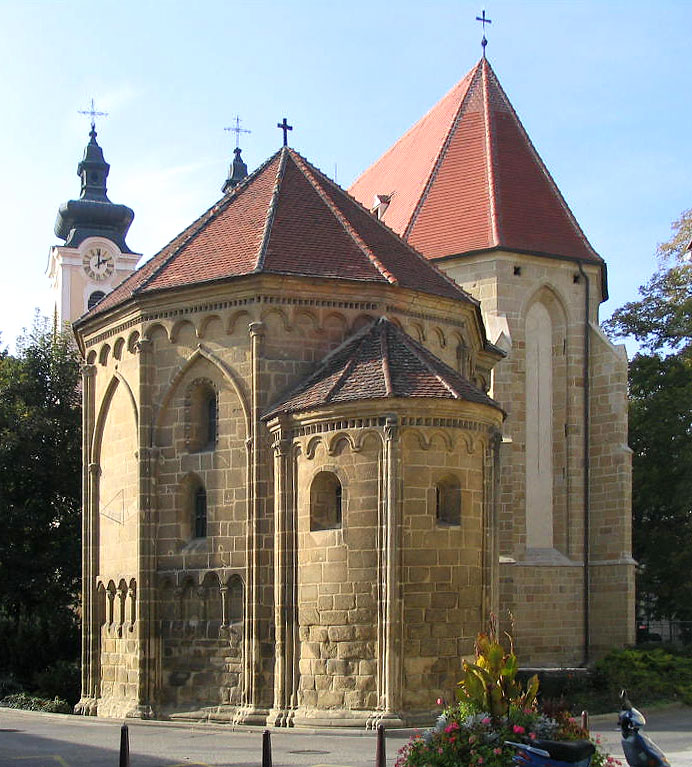

## Политическая ситуация
Бургомистр коммуны — Вильхельм Штифт (АНП) по результатам выборов 2005 года.
Совет представителей коммуны (нем. Gemeinderat) состоит из 37 мест.
- АНП занимает 22 места.
- СДПА занимает 11 мест.
- Зелёные занимают 3 места.
- АПС занимает 1 место.